# Warburton (Goldfields-Esperance)
Warburton è una città situata nella regione di Goldfields-Esperance, in Australia Occidentale; essa si trova 1.500 chilometri a nord-est di Perth ed è la sede della Contea di Ngaanyatjarraku. Al censimento del 2006 contava 571 abitanti, la quasi totalità dei quali sono di origine aborigena.